# Redemptoris Mater (enciclica)
Redemptoris Mater (in italiano: Madre del Redentore) è una enciclica pubblicata da papa Giovanni Paolo II il 25 marzo 1987.
Tratta di Maria nella vita della Chiesa.

## Contenuto
- Introduzione
- I - Maria nel mistero di Cristo
- II - La Madre di Dio al centro della Chiesa in cammino
- III - Mediazione materna
- Conclusione